# Премія Андре Каванса
«Пре́мія Андре́ Кава́нса» (нід. André Cavensprijs, фр. Prix André-Cavens) — щорічна кінопремія, заснована 1976 року Асоціацією кінокритиків Бельгії для відзначення найкращого фільму року. Нагорода названа на честь бельгійського кінорежисера Андре Каванса (1912—1971).
Від початку вручення премія і донині найбільша кількість нагород у братів Жан-П'ра і Люка Дарденнів (п'ятикратні лауреати), по три нагороди у Жако ван Дормеля, Жоакіма Лафосса та Фін Трох). Дві нагороди отримав Жан-Жак Андріє.

## Лауреати

### 1970-і
| Рік  | Українська назва           | Назва мовою оригіналу         | Режисер(и)     | Прим. |
| ---- | -------------------------- | ----------------------------- | -------------- | ----- |
| 1976 | Син Амра мертвий           | Le Fils d'Amr est mort        | Жан-Жак Андріє | [ 2 ] |
| 1977 | Іменем фюрера              | In naam van de Fuehrer        | Лідія Шаголь   | [ 3 ] |
| 1979 | Жінка між собакою і вовком | Een vrouw tussen hond en wolf | Андре Дельво   | [ 4 ] |

### 1980-і
| Рік  | Українська назва                | Назва мовою оригіналу             | Режисер(и)                  | Прим.  |
| ---- | ------------------------------- | --------------------------------- | --------------------------- | ------ |
| 1980 | Я — Анна Маньяні                | Io sono Anna Magnani              | Кріс Верморкен              | [ 5 ]  |
| 1981 | Великий пейзаж Алексіса Друвена | Le Grand Paysage d'Alexis Droeven | Жан-Жак Андріє              | [ 2 ]  |
| 1982 | Постіль                         | Le Lit                            | Маріон Генсель              | [ 6 ]  |
| 1983 | Брюссель уночі                  | Brussels by Night                 | Марк Дідден                 | [ 7 ]  |
| 1985 | Пермеке                         | Permeke                           | Патрік Конрад та Анрі Сторк | [ 8 ]  |
| 1986 | Сім'я ван Памель                | Het gezin van Paemel              | Пауль Каммерманс            | [ 9 ]  |
| 1987 | Весілля в Галілеї               | Urs al-Jalil                      | Мішель Глейфі               | [ 10 ] |
| 1988 | Філософський камінь             | L'Œuvre au noir                   | Андре Дельво                | [ 11 ] |
| 1989 | Почекай до весни, Бандіні       | Wait Until Spring, Bandini        | Домінік Дерюддер            | [ 12 ] |

### 1990-і
| Рік  | Українська назва            | Назва мовою оригіналу                | Режисер(и)                                   | Прим.  |
| ---- | --------------------------- | ------------------------------------ | -------------------------------------------- | ------ |
| 1990 | Мосьє                       | Monsieur                             | Жан-Філіпп Туссен                            | [ 13 ] |
| 1991 | Тото-герой                  | Toto le Héros                        | Жако ван Дормель                             | [ 14 ] |
| 1992 | Людина кусає собаку         | C'est arrivé près de chez vous       | Ремі Бельво, Андре Бонзель та Бенуа Пульворд | [ 15 ] |
| 1993 | Просто друзі                | Just Friends                         | Марк-Анрі Вайнберг                           | [ 16 ] |
| 1994 | Сексуальне життя бельгійців | La Vie sexuelle des Belges 1950—1978 | Жан Бікуа                                    | [ 17 ] |
| 1995 | Ма́ннекен Піс                | Manneken Pis                         | Франк ван Пассель                            | [ 18 ] |
| 1996 | Обіцянка                    | La Promesse                          | Жан-П'єр та Люк Дарденн                      | [ 19 ] |
| 1997 | Мрія Габрієля               | Le rêve de Gabriel                   | Анна Леві-Морелль                            | [ 20 ] |
| 1998 | Розі                        | Rosie                                | Патріс Туа                                   | [ 21 ] |
| 1999 | Розетта                     | Rosetta                              | Жан-П'єр та Люк Дарденн                      | [ 19 ] |

### 2000-і
| Рік  | Українська назва   | Назва мовою оригіналу | Режисер(и)              | Прим.  |
| ---- | ------------------ | --------------------- | ----------------------- | ------ |
| 2000 |                    | Lijmen/Het Been       | Роббе де Ерт            | [ 22 ] |
| 2001 | Нічия земля        | Ničija zemlja         | Даніс Танович           | [ 23 ] |
| 2002 | Син                | Le Fils               | Жан-П'єр та Люк Дарденн | [ 19 ] |
| 2003 | Втеча              | Cavale                | Люка Бельво             | [ 24 ] |
| 2003 | Дивовижна пара     | Un couple épatant     | Люка Бельво             | [ 24 ] |
| 2003 | Після життя        | Après la vie          | Люка Бельво             | [ 24 ] |
| 2004 | Дружина Жиля       | La Femme de Gilles    | Фредерік Фонтейн        | [ 25 ] |
| 2005 | Дитина             | L'Enfant              | Жан-П'єр та Люк Дарденн | [ 26 ] |
| 2006 | Сам-один           | Vidange perdue        | Жоффрей Ентховен        | [ 27 ] |
| 2007 | Приватна власність | Nue propriété         | Жоакім Лафосс           | [ 28 ] |
| 2008 | Ельдорадо          | Eldorado              | Булі Ланнерс            | [ 29 ] |
| 2009 | Нез'ясовне         | Unspoken              | Фін Трох                | [ 30 ] |

### 2010-і
| Рік  | Українська назва  | Назва мовою оригіналу     | Режисер(и)              | Прим.  |
| ---- | ----------------- | ------------------------- | ----------------------- | ------ |
| 2010 | Пан Ніхто         | Mr. Nobody                | Жако ван Дормель        | [ 31 ] |
| 2011 | Бикоголовий       | Rundskop                  | Міхаель Р. Роскам       | [ 32 ] |
| 2012 | Після кохання     | À perdre la raison        | Жоакім Лафосс           | [ 33 ] |
| 2013 | Малюк             | Kid                       | Фін Трох                | [ 34 ] |
| 2014 | Два дні, одна ніч | Deux jours, une nuit      | Жан-П'єр та Люк Дарденн | [ 35 ] |
| 2015 | Надновий заповіт  | Le Tout Nouveau Testament | Жако ван Дормель        | [ 36 ] |
| 2016 | Економіка пари    | L'Économie du couple      | Жоакім Лафосс           | [ 37 ] |
| 2017 | Дім               | Home                      | Фін Трох                | [ 38 ] |
| 2018 | Дівчина           | Girl                      | Лукас Донт              | [ 39 ] |
| 2019 | Наші матері       | Nuestras madres           | Сізар Діаз              | [ 40 ] |